# Вон-Лонгъёхан
Вон-Лонгъёхан (устар. Большой Лонг-Юган) — река в России, протекает по территории Надымского района Ямало-Ненецкого автономного округа. Впадает в Хейгияха на 243 км от её устья. Длина реки — 107 км, площадь водосборного бассейна — 1260 км². Высота устья — 47,7 м над уровнем моря.

## Притоки
- 15 км: Лопасъёхан
- 32 км: Касстывош
- 71 км: Вэлояха

## Данные водного реестра
По данным государственного водного реестра России относится к Нижнеобскому бассейновому округу, водохозяйственный участок реки — Надым. Речной бассейн реки — Надым.